# المقاهي (ذي السفال)

تعديل مصدري - تعديل

المقاهي محلة تابعة لقرية المحجر، التابعة لعزلة خنوة بمديرية ذي السفال إحدى مديريات محافظة إب في الجمهورية اليمنية، بلغ تعداد سكانها 496 حسب تعداد اليمن لعام 2004.